# Solanum heteropodium
Solanum heteropodium är en potatisväxtart som beskrevs av Symon. Solanum heteropodium ingår i släktet skattor som ingår i familjen potatisväxter. Inga underarter finns listade i Catalogue of Life.